# Hypoxystis kozhantschikovi
Hypoxystis kozhantschikovi är en fjärilsart som beskrevs av Alexander Michailovitsch Djakonov 1924. Hypoxystis kozhantschikovi ingår i släktet Hypoxystis och familjen mätare. Inga underarter finns listade i Catalogue of Life.